# Arma (Grecia)
Arma  este un oraș în Grecia în prefectura Boeotia.